# Prince Charles Mountains
Prince Charles Mountains är ett berg i Antarktis. Det ligger i Östantarktis. Australien gör anspråk på området. Toppen på Prince Charles Mountains är 759 meter över havet.
Terrängen runt Prince Charles Mountains är platt åt nordväst, men åt sydost är den kuperad. Trakten är obefolkad. Det finns inga samhällen i närheten. 